# Tetonia
Tetonia – miasto w Stanach Zjednoczonych, w stanie Idaho, w hrabstwie Teton.